# Trzmiel czarnopaskowany
Trzmiel czarnopaskowany, trzmiel Schrencka (Bombus schrencki) – gatunek owada z rodziny pszczołowatych. Zaliczany do pszczół właściwych, plemienia trzmielowate (Bombini). Występuje w Europie oraz w Azji po Japonię i Kamczatkę. W Polsce spotykany na północnym wschodzie.

## Wygląd
Samce, robotnice i królowe ubarwione podobnie. Ciało rudo owłosione z domieszką czarnych włosków, na odwłoku naprzemiennie ułożone czarne i beżowe włoskowe przepaski. Ogólny wzór ubarwienia podobny do trzmiela rudego, przez co możliwe są pomyłki w oznaczeniu. Owłosienie tułowia zawsze bez domieszki czarnych włosków, a ostatni tergit odwłoka u samic czarno owłosiony (u trzmiela rudego na tułowiu może występować domieszka czarnych włosków, a owłosienie ostatniego tergitu jest rude). Na oznaczenie gatunku pozwala również m.in. charakterystyczne urzeźbienie głowy oraz kształt aparatu kopulacyjnego samców.

## Biologia
Gatunek społeczny. Spotykany przede wszystkim w lasach świerkowych i na torfowiskach. Pojawia się w kwietniu i lata do września. Odwiedza kwiaty ponad 40 gatunków roślin. Gatunek ten ma prawdopodobnie duże zdolności dyspersyjne.